# لوسي ستيفان
لوسي ستيفان (بالإنجليزية: Lucy Stephan)‏ هي مجدفة أسترالية، ولدت في 10 ديسمبر 1991 في Nhill ‏ في أستراليا.

## وصلات خارجية
- لوسي ستيفان على موقع الاتحاد الدولي للتجديف (الإنجليزية)
- لوسي ستيفان على موقع الاتحاد الأسترالي للتجديف (الإنجليزية)
- لوسي ستيفان على موقع اللجنة الأولمبية الدولية (الإنجليزية)
- لوسي ستيفان على موقع أوليمبيديا (الإنجليزية)
- لوسي ستيفان على موقع اللجنة الأولمبية الأسترالية (الإنجليزية)